# Алматинский марафон
Almaty Marathon (также известный как Алматинский марафон) — ежегодный марафон, который проходит в последнее воскресенье сентября в городе Алматы, Казахстан. Марафон является самым масштабным спортивным мероприятием Центральной Азии и с 2013 года входит в международную ассоциацию AIMS. Трассы «Almaty Marathon» сертифицированы согласно правилам AIMS и IAAF и имеют категорию «B», но в связи с перепадом высот на дистанции, не соответствующим требованиям IAAF, мировые рекорды на нём не фиксируются.
По состоянию на 2025 год Almaty Marathon включает в себя пять дисциплин:
- традиционный марафон (42 км 195 м) для участников от 18 лет и старше;
- полумарафон (21 км 97,5 м) для участников от 18 лет и старше;
- забег-спутник (10 км) для участников от 15 лет и старше;
- скандинавская ходьба (10 км) для участников от 15 лет и старше;
- корпоративная эстафета Экиден (42 км 195 м) для команд из 6 человек от 16 лет и старше.

## Маршрут
До 2017 года включительно соревнования в каждой из дисциплин стартовали в Парке Первого Президента и у бизнес-центра «Нурлы Тау» (детская дистанция), местом финиша был Центральный стадион Алматы.
В 2018 году сертификация трасс была обновлена , а маршрут изменен. Старт и финиш перенесены в одно место — Площадь Республики. На время марафона в Алматы перекрываются ряд улиц  . Так, с 2018 года маршрут марафона проходит через весь город: по проспекту Назарбаева (от улицы Сатпаева до проспекта Аль-Фараби), северную сторону Аль-Фараби, улицу Саина (от Аль-Фараби до проспекта Абая), проспект Абая (от Саина до улицы Байтурсынова) и Сатпаева (от улицы Байтурсынова до проспекта Назарбаева).

## Организаторы
Организаторы соревнования — корпоративный фонд «Смелость быть первым», фитнес-клуб «KRIDA» и научно-образовательный Фонд имени академика Шахмардана Есенова, который также является учредителем Almaty Marathon.
Идея проведения марафона в Алматы появилась в 2012 году, когда фитнес-клуб «KRIDA» (ранее World Class Almaty) решил отпраздновать годовщину основания. Провести благотворительный забег подсказали предприниматели Галимжан Есенов и Айжан Есим. С тех пор поддержку марафону оказывают различные частные организации и лично акимат города Алматы .

## Заявленные цели
Миссия Almaty Marathon — содействие оздоровлению нации. Главный организатор марафона КФ «Смелость быть первым» ставит цель — организацию ярких и масштабных спортивных мероприятий, пропагандирующих активность и соответствующих наивысшим международным стандартам.
В организации мероприятий фонд придерживается 7 основных принципов  : 
- безопасность бегунов [8];
- инклюзивность среды и доступность для всех, вне зависимости от гендера, возраста, физических возможностей, бегового опыта и других особенностей [9];
- социальная ответственность через благотворительные проекты [10][11];
- инновации в подходе к организации и улучшении опыта участников;
- экологичность и забота об окружающей среде [12];
- глобализация, массовость и чувство принадлежности к сообществу;

Часть средств со стартовых взносов ежегодно направляется на создание спортивной инфраструктуры и оказание медицинской помощи детям с ограниченными возможностями и особыми потребностями. Повышение доступности спорта — неотъемлемая часть корпоративной социальной ответственности фонда «Смелость быть первым» . 

## История
Almaty Marathon стал одним из первых благотворительных марафонов, которые начали собирать средства для социальных проектов. Впервые Almaty Marathon прошёл 27 мая 2012 года  под названием «Благотворительный марафон – Смелость быть первым» и собрал около 2500 бегунов при заявленных 500. Собранные на марафоне средства были направлены на программу поддержки и реабилитации детей с ДЦП (детским церебральным параличом). Общая сумма благотворительной помощи – 292 500 тенге. 
28 апреля 2013 год. 2-й Almaty Marathon собрал 5 тысяч участников . В этом году была утверждена традиция проведения марафона в последнее воскресенье апреля. Собранные средства были направлены на строительство мини-акватория в реабилитационном центре «Арди» для реабилитации детей с ДЦП и организации занятий по лечебному плаванию. Общая сумма помощи — 2 752 000 тенге.
20 апреля 2014 года. На 3-й Almaty Marathon собрались 10 тысяч человек , а собранная сумма помощи составила 10 000 000 тенге. Благополучателем марафона стало добровольное общество «Милосердие», собирающее помощь на лечение больных онкологией детей. Собранные средства были направлены семье 3-летней Дарины Лик. Компания Astana Motors как генеральный партнер марафона также подарила карету скорой помощи для отделения онкологии Научно-исследовательского института педиатрии и детской хирургии города Алматы.
26 апреля 2015 года. 4-й марафон пробежали 15 тысяч участников из более чем 40 стран мира . На собранные средства организаторы Almaty Marathon построили современный стадион для школы интерната № 9 г. Алматы — специализированного учебного заведения для детей с тяжелыми нарушениями речи . Общая сумма благотворительной помощи составила 7 828 600 тенге. Призёрами марафона стали 72 человека (в том числе 27 марафонцев из 9 возрастных категорий) .
24 апреля 2016 года. В 5-м Almaty Marathon участвовали 13 тысяч человек. На собранные с марафона 12 295 000 тенге были закуплены четыре аппарата для восстановления опорно-двигательной системы: подошвенные имитаторы опорной нагрузки «Корвит» и имитаторы ходьбы «Имитрон» . 
23 апреля 2017 года. На 6-й Almaty Marathon официально зарегистрировались более 13 тысяч человек из 42 стран . Число главных дисциплин было расширено до шести. Фонд направил 13 028 500 тенге со стартовых взносов на проекты для более 1500 детей с особыми потребностями из 6 специализированных учреждений . 
22 апреля 2018 года. 7-й Almaty Marathon прошёл по обновленному маршруту . На старт вышли 14 тысяч человек . Часть средств со стартовых взносов были направлены на строительство спортивных или детских площадок в первом хосписе для детей с онкологическими заболеваниями «Я с тобой», областной школе-интернате для детей с нарушениями зрения города Есик и специальной (коррекционной) школе-интернате № 6 для детей с интеллектуальными нарушениями развития . Общая сумма благотворительной помощи — 16 380 500 тенге.
21 апреля 2019 года. 8-й Almaty Marathon прошел с участием рекордных 17 тысяч бегунов из 53 стран мира. В этом году в категории «Экиден» участвовали 113 команд, а также был установлен рекорд трассы и Almaty Marathon с 2012 года, как среди мужчин, так и среди женщин. Зикрилло Маматкулов (Узбекистан) преодолел дистанцию за 2 часа 28 минут 34 секунды, а Александра Каланова (Россия) за 2 часа 42 минуты 44 секунды. Среди участников были и заявители на установление рекорда Гиннесса. Так, спортсмен-любитель из Польши, путешественник Войцех Мачник  нацелился побить мировой рекорд Гиннесса с заявкой «Максимальное количество марафонов, пройденных в различных странах за один год». С августа 2018 года он уже преодолел 35 марафонов. Вторым потенциальным рекордсменом стал  Alistair Kealty из Австралии. Его цель — преодолеть 52 марафона в 52 странах мира и в каждой установить рекорд.
Almaty Marathon 2019 собрал 26 000 000 тенге на благотворительность. Фонд направил их на проекты для следующих организаций:
— Алматинская областная школа-интернат № 15 для детей из малообеспеченных семей (строительство спортивной площадки); 
— Военно-патриотический клуб юных армейцев краснознаменного крейсера «Киров» (строительство скалодрома); 
— Городская программа «Адаптивное катание на горных лыжах и сноуборде для детей с РАС (расстройства аутистического спектра) и другими особенностями в развитии в условиях высокогорья», реализованная Частным Фондом «Pioneer Concept» (строительство многофункциональной спортивной площадки).
19 апреля 2020 года. 9-й Almaty Marathon был отменен в связи с распространением вируса Covid-19 и объявленной ВОЗ пандемией. На старте планировалось собрать порядка 18 тысяч участников из разных стран мира. Несмотря на отмену Almaty Marathon 2020, объявленные в конце 2019 года благотворительные цели  на 30 000 000 тенге, были реализованы по плану:
— Общественное объединение инвалидов «Кенес», Центр социальной адаптации и трудовой реабилитации (оборудованная детская площадка),
— Областная специальная школа интернат для детей с нарушениями интеллекта г. Есик (строительство футбольного поля),
— НОУ «SOS Детская деревня Алматы» (строительство workout площадки).
— Абилитационный центр «Амалия» по работе с детьми с особенностями в развитии (оборудование для сенсорной интеграции).
— Семейный детский дом «Нур» г. Талгар (строительство спортивной площадки).
26 сентября 2021 года. 10-й юбилейный Almaty Marathon собрал 8000 участников . В связи с неблагоприятными эпидемиологическими условиями марафон был впервые перенесен с апреля на сентябрь. Организаторы и участники соблюдали меры безопасности в условиях пандемии. 40 000 000 тенге с Almaty Marathon 2021 были направлены на проекты трех организаций:
— Учреждение «Ковчег» (строительство мультифункциональной площадки (футбол, волейбол, стритбол), 
— КГУ «Центр поддержки детей находящихся в трудной жизненной ситуации» (workout площадка), 
— РГУ «Учреждение ЛА-155/6 (футбольная площадка)».
25 сентября 2022 года. 11-й Almaty Marathon под лозунгом «Давай с нами» пробежали порядка 12 тысяч участников из 30 стран. В этом году победители марафонских и полумарафонских дистанций поставили абсолютные рекорды трассы. Казахстанец Шедрак Коеч выбежал 42,2 километра за 2 часа 21 минуту 27 секунды. На дистанции 21,1 километр рекорды поставили Ринас Ахмадеев из Татарстана (1 час 2 минуты 54 секунды) и Сардана Трофимова из Кыргызстана (1 час 12 минут 49 секунд). На собранные 45 000 000 тенге были реализованы проекты в 5 учреждениях: 
— Workout площадки в школе-интернате для детей с нарушением интеллекта в городе Каскелен и в алматинской областной школе-интернате санаторного типа в городе Талгар, 
— Современное футбольное поле в частном учреждении «Детский дом «Солнышко», 
— Инновационные средства для развития детей с ДЦП в реабилитационном центре «Rehab Team» (электрическая беговая дорожка с поручнями, детский вертикализатор с электроприводом для обучения ходьбе и восстановления функций ног, лечебный нагрузочный костюм «Адели», пневмокостюм «Атлант», а также аппарат на нижние конечности и туловище (ортез) SWASH/СВОШ), 
— Гоночные коляски «Flying Start racing Wheelchair» команде «Одиннадцать друзей Максима» для продвижения участия маломобильных людей в спортивных мероприятиях . 
1 октября 2023 года. 12-й Almaty Marathon собрал 14 тысяч бегунов из 50 стран мира. На марафоне впервые проводился Чемпионат РК по бегу на 10 км среди ветеранов, а также был установлен рекорд Казахстана по самому массовому старту скандинавов. Almaty Marathon 2023 направил рекордные 65 500 000  со стартовых взносов на проекты 8 благополучателей :   
— КГУ «Центр социальных услуг Сенім» (спортивное оборудование) ,
— КГУ «Областной центр поддержки детей, находящихся в трудной жизненной ситуации» (футбольный стадион), 
— ОФ «Ак жол-М» (мебель в реабилитационный центр для детей с особыми потребностями), 
— Частный фонд «Реабилитационный центр для детей и подростков с ограниченными возможностями «Мейiрiм» (ходунки с эллиптическим тренажером MyWay), 
— Социальный детский дом-интернат «Аманат» и Интернат для девочек «Ана Аманаты» (многофункциональные спортивные площадки), 
— ТОО «Дирекция спортивных сооружений города Алматы» (workout комплекс на запасном поле Центрального стадиона города),
— ТОО «АВА Центр Росток» (специализированное реабилитационное оборудование для детей с аутизмом и нарушением речи).
29 сентября 2024 года. На 13-й Almaty Marathon вышли 15 тысяч атлетов из 58 стран . Команда организаторов акцентировала  внимание на экоследе мероприятия, отказавшись от одноразовых конструкций и использовав биоразлагаемые материалы. Партнерская сеть мероприятия расширилась. Almaty Marathon 2024 собрал 106 241 284 тенге на благотворительность . 
Также КФ «Смелость быть первым» ежегодно проводит ряд сезонных и тематических забегов — подготовительные старты к Almaty Marathon. География марафонов расширяется, и сегодня фонд популяризирует забеги разных масштабов в Астане , Туркестане и других городах .

## Результаты

### Марафон (мужчины) — абсолютный зачет
| Год  | I место                      | II место                    | III место                    |
| ---- | ---------------------------- | --------------------------- | ---------------------------- |
| 2013 | Алмат Имашев 2:30:40         | Амир Байтуканов             | Георгий Шейко                |
| 2014 | Алмат Имашев 02:36:21        | Иса Назарбаев 02:44:49      | Амир Байтуканов 02:48:30     |
| 2015 | Андрей Лейменов 02:35:51     | Георгий Шейко               | Алмат Имашев                 |
| 2016 | Айдын Касен 02:42:58         | Амир Байтуканов 02:50:04    | Сергей Яковлев 02:52:20      |
| 2017 | Николай Григоров 02:30:09    | Амир Байтуканов 02:33:11    | Айдын Қасен 02:35:52         |
| 2018 | Михаил Красилов 02:32:58     | Николай Григоров 02:37:01   | Ортык Рамазонов 02:39:04     |
| 2019 | Зикрилло Маматкулов 02:28:34 | Амир Байтуканов 02:34:49    | Алексей Ширшов 02:34:57      |
| 2021 | Ислам Амангос 02:41:36       | Аман Нұркелді 02:49:41      | Григорий Савва 02:52:06      |
| 2022 | Шедрак Коеч 02:21:27         | Shoxrux Davlatov 02:24:18   | Данияр Орманғали 02:24:36    |
| 2023 | Владимир Чистяков 02:24:43   | Nodirbek Mutalipov 02:26:24 | Zikrullo Mamatqulov 02:29:49 |
| 2024 | Ilia Tiapkin 02:19:44        | ⁠Begzod Boymatov 02:21:47    | Jandos Narau 02:23:32        |

### Марафон (женщины) — абсолютный зачет
| Год  | I место                      | II место                       | III место                   |
| ---- | ---------------------------- | ------------------------------ | --------------------------- |
| 2013 | Мария Киселёва 2:45:37       | Ирина Смольникова              | Екатерина Шатная            |
| 2014 | Гульжанат Жанатбек 02:49:52  | Екатерина Шатная 03:35:12      | Элизабет Тейш 03:57:23      |
| 2015 | Гульжанат Жанатбек 02:52:18  | Полина Репина 03:29:43         | Екатерина Шатная 03:35:45   |
| 2016 | Гульжанат Жанатбек 02:56:06  | Катрин Симпсон 03:23:03        | Екатерина Шатная 03:29:15   |
| 2017 | Полина Репина 03:16:15       | Алена Уварова 03:23:12         | Мария Киреева 03:23:15      |
| 2018 | Дана Айдосова 03:04:50       | Анастасия Колмагорова 03:34:59 | Аида Естерекова 03:39:18    |
| 2019 | Александра Каланова 02:42:44 | Марина Хмелевская 02:45:44     | Тамила Кучкарова 03:08:17   |
| 2021 | Дана Гусарова 03:00:47       | Анастасия Колмагорова 03:27:46 | Анастасия Ильясова 03:47:52 |
| 2022 | Tatyana Neroznak 02:57:20    | ⁠Diana Aidossova 03:04:43       | ⁠Галина Якушева 03:19:28     |
| 2023 | Kseniia Avdeeva 02:53:48     | Екатерина Васильченко 02:55:07 | Анастасия Слепнева 02:56:14 |
| 2024 | Анастасия Деркач 02:45:37    | ⁠Kseniia Avdeeva 02:47:07       | Елена Толстых 02:50:15      |